# هیرشبرگ ان در برگشتراسه
هیرشبرگ ان در برگشتراسه (به آلمانی: Hirschberg an der Bergstraße) یک شهر در آلمان است که در راین-نکار-کرایس واقع شده‌است. هیرشبرگ ان در برگشتراسه ۹٬۴۲۸ نفر جمعیت دارد.

## خواهرخوانده
شهرهای Brignais، Schweighouse-sur-Moder و Niederau خواهرخوانده‌های هیرشبرگ ان در برگشتراسه هستند.